# Fluss (Physik)
Als Fluss werden verschiedene physikalische Größen bezeichnet, die sich als Produkt eines Feldes und einer Fläche ergeben. Das übliche Formelzeichen für diese Größen ist {\displaystyle \Phi } (großes Phi).

## Mögliche Flussgrößen
Es sei
- die Flussdichte ein skalares Feld {\displaystyle F} oder ein Vektorfeld {\displaystyle {\vec {F}}}
- {\displaystyle {\vec {A}}} die betrachtete Fläche (der Flächeninhalt {\displaystyle A} multipliziert mit dem Normaleneinheitsvektor der Fläche).

Dann können drei Flussgrößen gebildet werden:
- skalarer Fluss eines Vektorfeldes (s. auch unten):

{\displaystyle \Phi =\int {\vec {F}}\cdot \mathrm {d} {\vec {A}}}
- Vektorfluss eines skalaren Feldes:

{\displaystyle {\vec {\Phi }}=\int F\cdot \mathrm {d} {\vec {A}}}
- Vektorfluss eines Vektorfeldes:

{\displaystyle {\vec {\Phi }}=\int {\vec {F}}\times \mathrm {d} {\vec {A}}}

## Skalarer Fluss eines Vektorfeldes

Fluss durch eine Probefläche

Praktisch wichtig ist vor allem der skalare Fluss eines Vektorfeldes, das Skalarprodukt aus Vektorfeld und Fläche. Auch dieser Fluss wird, obwohl er eine skalare Größe ist, in der Literatur manchmal Vektorfluss genannt.
Ist das Vektorfeld {\displaystyle {\vec {F}}} (d. h. die Flussdichte) über die Fläche {\displaystyle A} konstant, so geht das Integral in das Skalarprodukt über:
{\displaystyle \Phi ={\vec {F}}\cdot {\vec {A}}}.
Wichtige skalare Flüsse von Vektorfeldern sind beispielsweise der Volumenstrom, der magnetische Fluss und der elektrische Fluss.
Magnetische Flussflächen spielen eine Rolle in der Plasmaphysik der Fusionsreaktoren (siehe Rotationstransformation). Eine Flussfläche ist dadurch charakterisiert, dass der Fluss durch jedes ihrer Flächenelemente null ist. Die Vektoren liegen also parallel zu ihr. Oft werden ineinandergeschachtelte Flussflächen betrachtet, die ausgehend von der größten Flussdichte einen immer größeren Teil des Flusses einhüllen.